# Austrått (Sandnes)

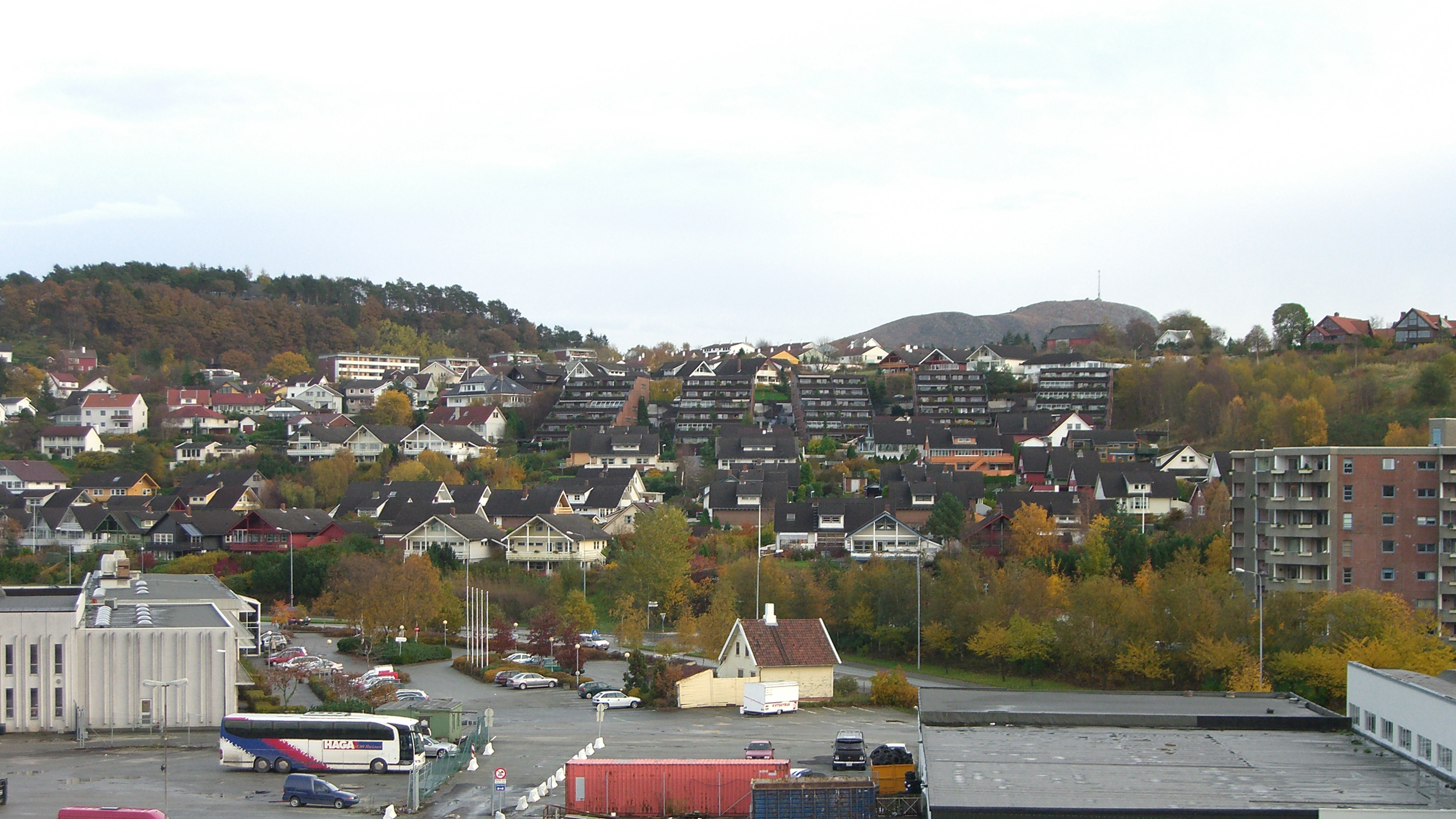
Blick auf Austrått.

Austrått ist ein Stadtteil der Stadt Sandnes im Fylke Rogaland in Norwegen. 
Der Stadtteil liegt südöstlich vom Stadtzentrum und hat eine Fläche von 3,1 km². 2021 hatte Austrått 7949 Einwohner. Austrått besteht fast ausschließlich aus Wohn- und Erholungsgebieten, sowie auch ein paar Flächen mit Landwirtschaft.
In Austrått ist unter anderem der regionale Sitz der norwegischen Behörde für Lebensmittelsicherheit für Rogaland und Agder sowie der Sitz des Energie- und Kommunikationsunternehmen Lyse Energi. Der Stadtteil hatte bekam in letzten Jahren einen Flächenzuwachs durch Eingemeindungen, von den vormals selbständigen Stadtgebieten von Sandnes Bogafjell und Skaret.
Die einzige Kirche in dem Stadtteil ist die Høyland kirke die um 1841 erbaut wurde und 1969 restauriert. In der Nähe der Kirche liegt das beliebteste Wanderziel von Nord-Jæren, Melshei. Das Gebiet wird von Einheimischen und Touristen zum Wandern und Skifahren genutzt. Es hat einen 8 km langen beleuchteten Ski- und Wanderpfad, die in Norwegen als Lysløype (Leuchtpfade) bezeichnet werden. In der Verlängerung führen die Wege zu dem Rogaland Arboretum (Rogaland arboret) und zu einem Naherholungsgebiet. In Austrått gibt es insgesamt fünf Schulen: die Austrått skole, Bogafjell skole, Buggeland skole, Høyland ungdomsskole und die Iglemyr skole.